# Elektroduendes
Elektroduendes fue una banda española de punk rock de Barcelona (España) compuesta por Itxaso, Alex y Uri (en 2003 MORO, el guitarrista original, dejó la banda) . Se formó en enero de 1996 con influencias musicales de La Polla Records, Código Neurótico, los Varukers, Lost World, Mentoladoz, etc. Se caracterizó por un estilo punk acelerado y crítico aderezado con voces femeninas y masculinas potentes. 
El nombre lo tomaron del programa televisivo español llamado La Bola de Cristal en la cual aparecían unos personajes llamados los Electroduendes (Bruja Avería, Bruja Truca, Hada Vídeo, Maese Cámara y Maese Sonoro). Al parecer el único motivo por el cual eligieron ese nombre fue porque de niños les gustaba el programa.

## Características
Elektroduendes es un grupo de anarcopunk de Barcelona, que cuenta con voces femeninas y masculinas potentes y unas letras críticas, con compromiso social y pegadizas. La banda tiene letras político-sociales cercanas al anarquismo y a los movimientos antineoliberales y de protección animal, aunque ellos siempre dicen que es imposible definir su ideología política ya que cada integrante tiene sus movidas en la cabeza. 

## Discografía
- Elektroduendes (maketa), 1998. (WC rec. EL LOKAL e Intelectual punx)
- Tras la alambrada (e.p.), 2000. (autoeditado por el grupo y por Grita o muere)
- Salgo a la calle. 2004. (Grita o muere).

- Además participaron en un split junto con Kako, Malestar y Autonomía (2002), en este se incluyen los temas Tras la alambrada y Pronto ha amanecido hoy en vivo.

## Giras
Además de tocar en distintas partes de España, han hecho giras en otros países. En 2000, con el nuevo disco bajo el brazo fueron de gira por Alemania junto con Kartón de Vino. En 2001 gracias a la JAR fueron a México en donde hicieron 17 conciertos en varios estados. En 2002 vuelven a hacer una gira por Alemania, esta vez junto con KAKO. En 2004 regresan a México con su gira De las calles de Barcelona a las calles de México presentando su Salgo a la calle.